# 안토파가스타현
안토파가스타현(스페인어: Provincia de Antofagasta)은 칠레 안토파가스타 주를 구성하는 3개의 현 가운데 하나로 현도는 안토파가스타이며 면적은 67,813.5km2, 인구는 359,353명(2012년 기준), 인구 밀도는 5.3명/km2이다.